# Game Software Rating Regulations
Game Software Rating Regulations (en chino tradicional, 遊戲軟體分級管理辦法; en chino simplificado, 游戏软体分级管理办法; pinyin, Yóuxì ruǎntǐ fēnjí guǎnlǐ bànfǎ) (en siglas: GSRR), también traducido como Administración de Clasificación de Software de Juegos, es el sistema de clasificación de contenido de videojuegos utilizado en Taiwán, Hong Kong y sureste de Asia. La ley estuvo establecida el 6 de julio de 2006 y se enmendó el 29 de mayo de 2012.

## Categorías de clasificación por edad
El sistema utiliza cinco clasificaciones:
| Abreviatura | Índice | Notas |
| ----------- | --- | --- |
|             | 普遍級 (Público general) (G) – Todas las edades pueden utilizar el software (Equivalentes: ESRB eC/E, PEGI 3+, CERO A).                                   | Los juegos con función 3D no son adecuados para niños menores de 6 años, por lo que los juegos de Nintendo 3DS que figuran en Taiwán con funciones 3D no aparecería en esta clasificación (ejm. Captain Toad: Treasure Tracker para 3DS sería P (6+) y no G (Todos)). Sin embargo, esta regla no se aplica al software lanzado por la Consola Virtual de 3DS. Por ejemplo, la reedición del antiguo juego "Pokémon Gold" es para todo público (G (Todos)); Tampoco no aplica para los juegos de Nintendo 3DS que figuran en Taiwán sin funciones 3D (ejm. Ever Oasis para 3DS sería G (Todos) y no P (6+)). |
|             | 保護級 (Protegido) (P) – Solo las personas de 6 años de edad y más pueden utilizar el software (Equivalentes: ESRB E/E10+, PEGI 3+/7+, CERO A).           | |
|             | 輔12級 (Guía Parental 12) (PG 12) – Solo las personas de 12 años de edad y más pueden utilizar el software (Equivalentes: ESRB E10+/T, PEGI 12+, CERO B). | |
|             | 輔15級 (Guía Parental 15) (PG 15) – Solo las personas de 15 años de edad y más pueden utilizar el software (Equivalentes: ESRB T/M, PEGI 16+, CERO C/D).  | |
|             | 限制級 (Restringido) (R) – Solo las personas de 18 años de edad y más pueden utilizar el software (Equivalentes: ESRB M/AO, PEGI 16+/18+, CERO D/Z).      | |